# Ménodoros d'Athènes
Ménodoros d'Athènes (grec ancien : Μενόδωρος ο Αθηναίος ou Μηνόδωρος ο Αθηναίος), fils de Gnaios, est un vainqueur olympique du IIe siècle av. J.-C. originaire d'Athènes.
Ses performances sont connues grâce aux inscriptions sur deux monuments le célébrant, l'un à Athènes et l'autre sur Délos : IG 2² 3147, 3149a; 3150 ; ID 1957. Les statues furent probablement réalisées par Ménodotos de Tyr.
Il remporta lors des 162es jeux olympiques en 132 av. J.-C., selon les sources, soit l'épreuve de lutte soit l'épreuve de pancrace et à une autre date l'épreuve olympique de lutte.
Il triompha en pancrace aux jeux pythiques ; en lutte des enfants puis en lutte et pancrace des adultes aux jeux néméens. Il est considéré periodonikès d'après l'inscription de Délos, donc il a dû remporter une victoire aux jeux isthmiques, même si elle n'est pas mentionnée dans les inscriptions ; ces jeux ont peut-être été déplacés à cause de la prise de Corinthe par Rome en 146 av. J.-C. Il remporta aussi six victoires aux Heracleia de Thèbes. Il s'imposa aussi aux jeux déliens et aux Naia de Dodone. Au total, il est crédité de trente-deux victoires dans les concours antiques,. Il fut honoré par les cités d'Athènes, Rhodes, Thèbes et par le roi Ariarathe V de Cappadoce (la mort de ce dernier en 130 av. J.-C. permet de dater les monuments commémoratifs et donc les victoires de Ménodoros),,.

## Sources
- (de) Wolfgang Decker, Antike Spitzensportler : Athletenbiographien aus dem Alten Orient, Ägypten und Griechenland, Hildesheim, Arete Verlag, 2014, 201 p. (ISBN 978-3-942468-23-7).
- (en) Mark Golden, Sport in the Ancient World from A to Z, Londres, Routledge, 2004, 184 p. (ISBN 0-415-24881-7).
- (it) Luigi Moretti, « Olympionikai, i vincitori negli antichi agoni olimpici », Atti della Accademia Nazionale dei Lincei, vol. VIII,‎ 1959, p. 55-199.